# Національне шосе 1 (Марокко)
Національне шосе 1 — національна автомагістраль Марокко. З'єднує Гергерат на півдні біля кордону з Мавританією з Танжером на північно-західному узбережжі Марокко. Це важлива магістраль, що проходить уздовж західного атлантичного узбережжя країни. Вона проходить через Рабат, Лараш та інші важливі міста, і на значній частині ділянки Рабат-Танжер проходить паралельно швидкісній автомагістралі А1 Рабат-Танжер. Це найдовша національна автострада в країні.
Між Тан-Таном і Тарфаєю маршрут пролягає через національний парк Хеніфіс.
Національна дорога 1 є частиною великого транспортного коридору, який пролягає з Марокко через Мавританію до Дакара в Сенегалі.